# Campeonato Alagoano 2007
In 2007 werd het 77ste Campeonato Alagoano gespeeld voor voetbalclubs uit de Braziliaanse staat Alagoas. De competitie werd georganiseerd door de Federação Alagoana de Futebol en werd gespeeld van 13 januari tot 29 april. Er werden twee toernooien gespeeld, omdat Coruripe beide won, was er geen finale om de titel nodig.

## Eerste toernooi
| Plaats | Club                 | Wed. | W  | G | V  | Saldo | Ptn. |
| ------ | -------------------- | ---- | -- | - | -- | ----- | ---- |
| 1.     | Coruripe             | 18   | 13 | 2 | 3  | 36:16 | 41   |
| 2.     | Corinthians Alagoano | 18   | 10 | 4 | 4  | 37:24 | 34   |
| 3.     | Murici               | 18   | 8  | 4 | 6  | 23:24 | 28   |
| 4.     | ASA                  | 18   | 6  | 8 | 4  | 28:29 | 26   |
| 5.     | CRB                  | 18   | 5  | 6 | 7  | 28:29 | 21   |
| 6.     | Penedense            | 18   | 5  | 6 | 7  | 20:23 | 21   |
| 7.     | Igaci                | 18   | 5  | 5 | 8  | 24:29 | 20   |
| 8.     | Ipanema              | 18   | 5  | 4 | 9  | 25:29 | 19   |
| 9.     | CSA                  | 18   | 3  | 9 | 6  | 16:20 | 18   |
| 10.    | CSE                  | 18   | 4  | 4 | 10 | 18:32 | 16   |

|  | Geplaatst voor tweede toernooi en voor finale |
|  | Geplaatst voor tweede toernooi                |
|  | Degradate                                     |

## Tweede toernooi
| Plaats | Club                 | Wed. | W | G | V | Saldo | Ptn. |
| ------ | -------------------- | ---- | - | - | - | ----- | ---- |
| 1.     | Coruripe             | 10   | 7 | 2 | 1 | 17:8  | 23   |
| 2.     | CRB                  | 10   | 5 | 1 | 4 | 13:11 | 16   |
| 3.     | Corinthians Alagoano | 10   | 4 | 2 | 4 | 21:14 | 14   |
| 4.     | Penedense            | 10   | 3 | 3 | 4 | 11:15 | 12   |
| 5.     | ASA                  | 10   | 2 | 4 | 4 | 18:21 | 10   |
| 6.     | Murici               | 10   | 1 | 4 | 5 | 7:18  | 7    |

|  | Geplaatst voor finale |

## Kampioen
| Campeonato Alagoano de 2007  |
| Alagoas                      |
| ---------------------------- |
| CORURIPE Kampioen (2° titel) |